# Campeonato de Wimbledon 2024
El torneo de Wimbledon de 2024 fue un campeonato de tenis que se disputó entre el 1 al 14 de julio del 2024, en las pistas de hierba del All England Lawn Tennis and Croquet Club, ubicado en Wimbledon (Reino Unido). Fue la 137.ª edición del campeonato y el tercer torneo de Grand Slam del año, cuyas preliminares se jugaron entre el  24 al 27 de junio de 2024.
El torneo contó con la presencia de los campeones defensores Carlos Alcaraz en individuales masculinos, que revalidó el título, y Markéta Vondroušová, en individuales femeninos, que no pudo defender el título al caer eliminada en primera ronda frente a Jéssica Bouzas.

## Torneo
Entre las novedades del torneo serán las siguientes:
- Por un lado, los cuadros de individuales y dobles en silla de ruedas de Wimbledon duplicarán su tamaño este año, alineándolos con los otros torneos del Grand Slam.
- Las competiciones individuales tendrán un cuadro de 16 jugadores y los eventos de dobles contarán con ocho equipos.
- El Abierto de Australia y el Abierto de Estados Unidos acogen a 16 jugadores individuales y ocho equipos de dobles en sus eventos quads. El aumento del número de partidos significa que la competición en silla de ruedas comenzará un día antes, el 9 de julio.

Por otro lado, no habrá cambios en el tamaño de los sorteos de quads, en los que participarán ocho jugadores individuales y cuatro duplas.
Este torneo por segundo año, ya no hará uso del “Middle Sunday”.

## Programas especiales
Además, 2024 es un año especial para la Fundación Wimbledon, ya que la organización benéfica oficial del All England Club y The Championships celebra su décimo aniversario.

## Puntos y premios

### Distribución de puntos

#### Séniors
| Evento               | G    | F    | SF  | CF  | R16 | R32 | R64 | R128 | C  | C3 | C2 | C1 |
| Individual masculino | 2000 | 1300 | 800 | 400 | 200 | 100 | 50  | 10   | 30 | 16 | 8  | 0  |
| Dobles masculino     | 2000 | 1200 | 720 | 360 | 180 | 90  | 45  | 0    | —  | —  | —  | —  |
| Individual femenino  | 2000 | 1300 | 780 | 430 | 240 | 130 | 70  | 10   | 40 | 30 | 20 | 2  |
| Dobles femenino      | 2000 | 1300 | 780 | 430 | 240 | 130 | 10  | —    | —  | —  | —  | —  |

| Evento           | G   | F   | SF/3ra | CF/4ta |
| Individual       | 800 | 500 | 375    | 100    |
| Dobles           | 800 | 500 | 100    | —      |
| Quad* Individual | 800 | 500 | 100    | —      |
| Quad* Dobles     | 800 | 100 | —      | —      |

| Evento               | G    | F   | SF  | CF  | R16 | R32 | C  | C3 |
| Individual masculino | 1000 | 600 | 370 | 200 | 100 | 45  | 30 | 20 |
| Individual femenino  | 1000 | 600 | 370 | 200 | 100 | 45  | 30 | 20 |
| Dobles masculino     | 750  | 450 | 275 | 150 | 75  | —   | —  | —  |
| Dobles femenino      | 750  | 450 | 275 | 150 | 75  | —   | —  | —  |

### Premios monetarios
| Evento                          | G           | F           | SF        | CF        | R16       | R32       | R64      | R128     | C3       | C2       | C1       |
| Individuales                    | 2 700 000 £ | 1 400 000 £ | 715 000 £ | 375 000 £ | 226 000 £ | 143 000 £ | 93 000 £ | 60 000 £ | 40 000 £ | 25 000 £ | 15 000 £ |
| Dobles                          | 650 000 £   | 330 000 £   | 167 000 £ | 84 000 £  | 42 000 £  | 25 000 £  | 15 750 £ | —        | —        | —        | —        |
| Individuales en silla de ruedas | —           | —           | —         | —         | —         | —         | —        | —        | —        | —        | —        |
| Dobles en silla de ruedas       | —           | —           | —         | —         | —         | —         | —        | —        | —        | —        | —        |

## Sumario

### Día 1 (1 de julio)
- Cabezas de serie eliminados:
  - Individual masculino:  Sebastián Báez [18],  Nicolás Jarry [19] ,  Adrian Mannarino [22],  Mariano Navone [31]
  - Individual femenino:  Qinwen Zheng [8],  Mirra Andreeva [24],  Sorana Cîrstea [29]
- Orden del día

| Partidos en los estadios principales                 | Partidos en los estadios principales            | Partidos en los estadios principales            | Partidos en los estadios principales            |
| Partidos en el Estadio Central All England Club      | Partidos en el Estadio Central All England Club | Partidos en el Estadio Central All England Club | Partidos en el Estadio Central All England Club |
| Modalidad                                            | Ganadores                                       | Perdedores                                      | Resultado                                       |
| ---------------------------------------------------- | ----------------------------------------------- | ----------------------------------------------- | ----------------------------------------------- |
| Individual masculino - Primera ronda                 | Carlos Alcaraz [3]                              | Mark Lajal [Q]                                  | 7-6(7-3), 7-5, 6-2                              |
| Individual femenino - Primera ronda                  | Emma Raducanu [WC]                              | Renata Zarazúa [LL]                             | 7-6(7-0), 6-3                                   |
| Individual femenino - Primera ronda                  | Cori Gauff [2]                                  | Caroline Dolehide                               | 6-1, 6-2                                        |
| Partidos en el Estadio 1                             |                                                 |                                                 |                                                 |
| Modalidad                                            | Ganadores                                       | Perdedores                                      | Resultado                                       |
| Individual masculino - Primera ronda                 | Daniil Medvédev [5]                             | Aleksandar Kovacevic                            | 6-3, 6-4, 6-2                                   |
| Individual femenino - Primera ronda                  | Madison Keys [12]                               | Martina Trevisan                                | 6-4, 7-6(7-4)                                   |
| Individual masculino - Primera ronda                 | Jannik Sinner [1]                               | Yannick Hanfmann                                | 6-3, 6-4, 3-6, 6-3                              |
| Partidos en el Estadio 2                             |                                                 |                                                 |                                                 |
| Modalidad                                            | Ganadores                                       | Perdedores                                      | Resultado                                       |
| Individual masculino - Primera ronda                 | Grigor Dimitrov [10]                            | Dušan Lajović                                   | 6-3, 6-4, 7-5                                   |
| Individual masculino - Primera ronda                 | Stan Wawrinka                                   | Charles Broom [WC]                              | 6-3, 7-5, 6-4                                   |
| Individual femenino - Primera ronda                  | Naomi Osaka [WC]                                | Diane Parry                                     | 6-1, 1-6, 6-4                                   |
| Individual femenino - Primera ronda                  | Sloane Stephens                                 | Elsa Jacquemot [LL]                             | 6-3, 6-3                                        |
| Fondo de color indica un partido de la rama femenina |                                                 |                                                 |                                                 |

### Día 2 (2 de julio)
- Cabezas de serie eliminados:
  - Individual masculino:  Andrey Rublev [6],  Sebastian Korda [20]
  - Individual femenino:  Markéta Vondroušová [6]
- Orden del día

| Partidos en los estadios principales                 | Partidos en los estadios principales            | Partidos en los estadios principales            | Partidos en los estadios principales            |
| Partidos en el Estadio Central All England Club      | Partidos en el Estadio Central All England Club | Partidos en el Estadio Central All England Club | Partidos en el Estadio Central All England Club |
| Modalidad                                            | Ganadores                                       | Perdedores                                      | Resultado                                       |
| ---------------------------------------------------- | ----------------------------------------------- | ----------------------------------------------- | ----------------------------------------------- |
| Individual femenino - Primera ronda                  | Jéssica Bouzas                                  | Markéta Vondroušová [6]                         | 6-4, 6-2                                        |
| Individual masculino - Primera ronda                 | Novak Djokovic [2]                              | Vít Kopřiva [Q]                                 | 6-1, 6-2, 6-2                                   |
| Individual masculino - Primera ronda                 | Jack Draper [28]                                | Elias Ymer [Q]                                  | 3-6, 6-3, 6-3, 4-6, 6-3                         |
| Partidos en el Estadio 1                             |                                                 |                                                 |                                                 |
| Modalidad                                            | Ganadores                                       | Perdedores                                      | Resultado                                       |
| Individual femenino - Primera ronda                  | Elena Rybakina [4]                              | Elena-Gabriela Ruse [Q]                         | 6-3, 6-1                                        |
| Individual masculino - Primera ronda                 | Alexander Zverev [4]                            | Roberto Carballés                               | 6-2, 6-4, 6-2                                   |
| Individual femenino - Primera ronda                  | Iga Świątek [1]                                 | Sofia Kenin                                     | 6-3, 6-4                                        |
| Partidos en el Estadio 2                             |                                                 |                                                 |                                                 |
| Modalidad                                            | Ganadores                                       | Perdedores                                      | Resultado                                       |
| Individual femenino - Primera ronda                  | Jessica Pegula [5]                              | Ashlyn Krueger                                  | 6-2, 6-0                                        |
| Individual masculino - Primera ronda                 | Francisco Comesaña                              | Andrey Rublev [6]                               | 6-4, 5-7, 6-2, 7-6(7-5)                         |
| Fondo de color indica un partido de la rama femenina |                                                 |                                                 |                                                 |

### Día 3 (3 de julio)
- Cabezas de serie eliminados:
  - Individual masculino:  Casper Ruud [8],  Félix Auger-Aliassime [17],  Francisco Cerúndolo [26],  Tallon Griekspoor [27],  Zhizhen Zhang [32]
  - Individual femenino:  Anastasia Pavlyuchenkova [25],  Linda Nosková [26]
  - Dobles masculino:  Simone Bolelli /  Andrea Vavassori [5],  Ivan Dodig /  Austin Krajicek [10]
- Orden del día

| Partidos en los estadios principales                 | Partidos en los estadios principales            | Partidos en los estadios principales            | Partidos en los estadios principales            |
| Partidos en el Estadio Central All England Club      | Partidos en el Estadio Central All England Club | Partidos en el Estadio Central All England Club | Partidos en el Estadio Central All England Club |
| Modalidad                                            | Ganadores                                       | Perdedores                                      | Resultado                                       |
| ---------------------------------------------------- | ----------------------------------------------- | ----------------------------------------------- | ----------------------------------------------- |
| Individual masculino - Segunda ronda                 | Daniil Medvédev [5]                             | Alexandre Müller                                | 6-7(3-7), 7-6(7-4), 6-4, 7-5                    |
| Individual femenino - Segunda ronda                  | Emma Navarro [19]                               | Naomi Osaka                                     | 6-4, 6-1                                        |
| Individual masculino - Segunda ronda                 | Jannik Sinner [1]                               | Matteo Berrettini [PR]                          | 7-6(7-3), 7-6(7-4), 2-6, 7-6(7-4)               |
| Partidos en el Estadio 1                             |                                                 |                                                 |                                                 |
| Modalidad                                            | Ganadores                                       | Perdedores                                      | Resultado                                       |
| Individual femenino - Segunda ronda                  | Cori Gauff [2]                                  | Anca Todoni [Q]                                 | 6-2, 6-1                                        |
| Individual masculino - Segunda ronda                 | Carlos Alcaraz [3]                              | Aleksandar Vukic                                | 7-6(7-5), 6-2, 6-2                              |
| Individual femenino - Segunda ronda                  | Emma Raducanu [WC]                              | Elise Mertens                                   | 6-1, 6-2                                        |
| Individual femenino - Segunda ronda                  | Jasmine Paolini [7]                             | Greet Minnen                                    | 7-6(7-5), 6-2                                   |
| Partidos en el Estadio 2                             |                                                 |                                                 |                                                 |
| Modalidad                                            | Ganadores                                       | Perdedores                                      | Resultado                                       |
| Individual masculino - Segunda ronda                 | Fabio Fognini                                   | Casper Ruud [8]                                 | 6-4, 7-5, 6-7(1-7), 6-3                         |
| Individual masculino - Primera ronda                 | Thanasi Kokkinakis                              | Félix Auger-Aliassime [17]                      | 4-6, 5-7, 7-6(11-9), 6-4, 6-4                   |
| Fondo de color indica un partido de la rama femenina |                                                 |                                                 |                                                 |

### Día 4 (4 de julio)
- Cabezas de serie eliminados:
  - Individual masculino:  Hubert Hurkacz [7],  Stefanos Tsitsipas [11],  Karen Khachanov [21],  Jack Draper [28],  Tomás Martín Etcheverry [30]
  - Individual femenino:  Jessica Pegula [5],  Caroline Garcia [22],  Kateřina Siniaková [27],  Leylah Fernandez [30],  Katie Boulter [32]
  - Dobles femenino:  Demi Schuurs /  Luisa Stefani [6],  Giuliana Olmos /  Alexandra Panova [13]
- Orden del día

| Partidos en los estadios principales                 | Partidos en los estadios principales            | Partidos en los estadios principales            | Partidos en los estadios principales            |
| Partidos en el Estadio Central All England Club      | Partidos en el Estadio Central All England Club | Partidos en el Estadio Central All England Club | Partidos en el Estadio Central All England Club |
| Modalidad                                            | Ganadores                                       | Perdedores                                      | Resultado                                       |
| ---------------------------------------------------- | ----------------------------------------------- | ----------------------------------------------- | ----------------------------------------------- |
| Individual masculino - Segunda ronda                 | Novak Djokovic [2]                              | Jacob Fearnley [WC]                             | 6-3, 6-4, 5-7, 7-5                              |
| Individual femenino - Segunda ronda                  | Iga Świątek [1]                                 | Petra Martić                                    | 6-4, 6-3                                        |
| Dobles masculino - Primera ronda                     | Rinky Hijikata John Peers                       | Andy Murray [WC] Jamie Murray [WC]              | 7-6(8-6), 6-4                                   |
| Partidos en el Estadio 1                             |                                                 |                                                 |                                                 |
| Modalidad                                            | Ganadores                                       | Perdedores                                      | Resultado                                       |
| Individual femenino - Segunda ronda                  | Harriet Dart                                    | Katie Boulter [32]                              | 4-6, 6-1, 7-6(10-8)                             |
| Individual masculino - Segunda ronda                 | Cameron Norrie                                  | Jack Draper [28]                                | 7-6(7-3), 6-4, 7-6(8-6)                         |
| Individual masculino - Segunda ronda                 | Alexander Zverev [4]                            | Marcos Giron                                    | 6-2, 6-1, 6-4                                   |
| Partidos en el Estadio 2                             |                                                 |                                                 |                                                 |
| Modalidad                                            | Ganadores                                       | Perdedores                                      | Resultado                                       |
| Individual masculino - Segunda ronda                 | Arthur Fils                                     | Hubert Hurkacz [7]                              | 7-6(7-2), 6-4, 2-6, 6-6(9-8), ret.              |
| Individual masculino - Segunda ronda                 | Gaël Monfils                                    | Stan Wawrinka                                   | 7-6(7-5), 6-4, 7-6(7-3)                         |
| Individual femenino - Segunda ronda                  | Ons Jabeur [10]                                 | Robin Montgomery [Q]                            | 6-1, 7-5                                        |
| Individual femenino - Segunda ronda                  | Elena Rybakina [4]                              | Laura Siegemund                                 | 6-3, 3-6, 6-3                                   |
| Fondo de color indica un partido de la rama femenina |                                                 |                                                 |                                                 |

### Día 5 (5 de julio)
- Cabezas de serie eliminados:
  - Individual masculino:  Aleksandr Búblik [23],  Frances Tiafoe [29]
  - Individual femenino:  María Sákkari [9],  Daria Kasatkina [14],  Marta Kostyuk [18],  Dayana Yastremska [28]
  - Dobles masculino:  Hugo Nys /  Jan Zieliński [13]
  - Dobles femenino:  Marie Bouzková /  Sara Sorribes [10]
- Orden del día

| Partidos en los estadios principales                 | Partidos en los estadios principales            | Partidos en los estadios principales            | Partidos en los estadios principales            |
| Partidos en el Estadio Central All England Club      | Partidos en el Estadio Central All England Club | Partidos en el Estadio Central All England Club | Partidos en el Estadio Central All England Club |
| Modalidad                                            | Ganadores                                       | Perdedores                                      | Resultado                                       |
| ---------------------------------------------------- | ----------------------------------------------- | ----------------------------------------------- | ----------------------------------------------- |
| Individual masculino - Tercera ronda                 | Carlos Alcaraz [3]                              | Frances Tiafoe [29]                             | 5-7, 6-2, 4-6, 7-6(7-2), 6-2                    |
| Individual femenino - Tercera ronda                  | Emma Raducanu [WC]                              | María Sákkari [9]                               | 6-2, 6-3                                        |
| Individual masculino - Tercera ronda                 | Jannik Sinner [1]                               | Miomir Kecmanović                               | 6-1, 6-4, 6-2                                   |
| Partidos en el Estadio 1                             |                                                 |                                                 |                                                 |
| Modalidad                                            | Ganadores                                       | Perdedores                                      | Resultado                                       |
| Individual femenino - Tercera ronda                  | Jasmine Paolini [7]                             | Bianca Andreescu                                | 7-6(7-4), 6-1                                   |
| Individual masculino - Tercera ronda                 | Grigor Dimitrov [10]                            | Gaël Monfils                                    | 6-3, 6-4, 6-3                                   |
| Individual femenino - Tercera ronda                  | Cori Gauff [2]                                  | Sonay Kartal [Q]                                | 6-4, 6-0                                        |
| Individual femenino - Tercera ronda                  | Donna Vekić                                     | Dayana Yastremska [28]                          | 7-6(7-4), 6-7(7-3), 6-1                         |
| Partidos en el Estadio 2                             |                                                 |                                                 |                                                 |
| Modalidad                                            | Ganadores                                       | Perdedores                                      | Resultado                                       |
| Individual masculino - Tercera ronda                 | Tommy Paul [12]                                 | Aleksandr Búblik [23]                           | 6-3, 6-4, 6-2                                   |
| Fondo de color indica un partido de la rama femenina |                                                 |                                                 |                                                 |

### Día 6 (6 de julio)
- Cabezas de serie eliminados:
  - Individual masculino:  Alejandro Tabilo [24]
  - Individual femenino:  Iga Świątek [1],  Ons Jabeur [10],  Liudmila Samsonova [15],  Beatriz Haddad Maia [20]
  - Dobles masculino:  Rohan Bopanna /  Matthew Ebden [2],  Sander Gillé /  Joran Vliegen [14]
  - Dobles femenino:  Ulrikke Eikeri /  Ingrid Neel [16]
- Orden del día

| Partidos en los estadios principales                 | Partidos en los estadios principales            | Partidos en los estadios principales            | Partidos en los estadios principales            |
| Partidos en el Estadio Central All England Club      | Partidos en el Estadio Central All England Club | Partidos en el Estadio Central All England Club | Partidos en el Estadio Central All England Club |
| Modalidad                                            | Ganadores                                       | Perdedores                                      | Resultado                                       |
| ---------------------------------------------------- | ----------------------------------------------- | ----------------------------------------------- | ----------------------------------------------- |
| Individual masculino - Tercera ronda                 | Alexander Zverev [4]                            | Cameron Norrie                                  | 6-4, 6-4, 7-6(17-15)                            |
| Individual femenino - Tercera ronda                  | Elina Svitolina [21]                            | Ons Jabeur [10]                                 | 6-1, 7-6(7-4)                                   |
| Individual masculino - Tercera ronda                 | Novak Djokovic [2]                              | Alexei Popyrin                                  | 4-6, 6-3, 6-4, 7-6(7-3)                         |
| Partidos en el Estadio 1                             |                                                 |                                                 |                                                 |
| Modalidad                                            | Ganadores                                       | Perdedores                                      | Resultado                                       |
| Individual masculino - Tercera ronda                 | Ben Shelton [14]                                | Denis Shapovalov [PR]                           | 6-7(4-7), 6-2, 6-4, 4-6, 6-2                    |
| Individual femenino - Tercera ronda                  | Yulia Putintseva                                | Iga Świątek [1]                                 | 3-6, 6-1, 6-2                                   |
| Individual femenino - Tercera ronda                  | Elena Rybakina [4]                              | Caroline Wozniacki [WC]                         | 6-0, 6-1                                        |
| Individual masculino - Tercera ronda                 | Holger Rune [15]                                | Quentin Halys [Q]                               | 1-6, 6-7(4-7), 6-4, 7-6(7-4), 6-1               |
| Partidos en el Estadio 2                             |                                                 |                                                 |                                                 |
| Modalidad                                            | Ganadores                                       | Perdedores                                      | Resultado                                       |
| Individual femenino - Tercera ronda                  | Xinyu Wang                                      | Harriet Dart                                    | 2-6, 7-5, 6-3                                   |
| Individual masculino - Tercera ronda                 | Daniil Medvédev [5]                             | Jan-Lennard Struff                              | 6-1, 6-3, 4-6, 7-6(7-3)                         |
| Individual masculino - Tercera ronda                 | Taylor Fritz [13]                               | Alejandro Tabilo [24]                           | 7-6(7-3), 6-3, 7-5                              |
| Fondo de color indica un partido de la rama femenina |                                                 |                                                 |                                                 |

### Día 7 (7 de julio)
- Cabezas de serie eliminados:
  - Individual masculino:  Grigor Dimitrov [10],  Ben Shelton [14],  Ugo Humbert [16]
  - Individual femenino:  Cori Gauff [2],  Madison Keys [12]
  - Dobles masculino:  Rajeev Ram /  Joe Salisbury [3],  Santiago González /  Édouard Roger-Vasselin [6],  Wesley Koolhof /  Nikola Mektić [7]
  - Dobles femenino:  Nicole Melichar /  Ellen Perez [3]
  - Dobles mixto:  Ivan Dodig /  Hao-ching Chan [8]
- Orden del día

| Partidos en los estadios principales                 | Partidos en los estadios principales            | Partidos en los estadios principales            | Partidos en los estadios principales            |
| Partidos en el Estadio Central All England Club      | Partidos en el Estadio Central All England Club | Partidos en el Estadio Central All England Club | Partidos en el Estadio Central All England Club |
| Modalidad                                            | Ganadores                                       | Perdedores                                      | Resultado                                       |
| ---------------------------------------------------- | ----------------------------------------------- | ----------------------------------------------- | ----------------------------------------------- |
| Individual masculino - Cuarta ronda                  | Carlos Alcaraz [3]                              | Ugo Humbert [16]                                | 6-3, 6-4, 1-6, 7-5                              |
| Individual femenino - Cuarta ronda                   | Lulu Sun [Q]                                    | Emma Raducanu [WC]                              | 6-2, 5-7, 6-2                                   |
| Individual femenino - Cuarta ronda                   | Emma Navarro [19]                               | Cori Gauff [2]                                  | 6-4, 6-3                                        |
| Partidos en el Estadio 1                             |                                                 |                                                 |                                                 |
| Modalidad                                            | Ganadores                                       | Perdedores                                      | Resultado                                       |
| Individual femenino - Cuarta ronda                   | Jasmine Paolini [7]                             | Madison Keys [12]                               | 6-3, 6-7(6-8), 5-5, ret.                        |
| Individual masculino - Cuarta ronda                  | Jannik Sinner [1]                               | Ben Shelton [14]                                | 6-2, 6-4, 7-6(11-9)                             |
| Individual masculino - Cuarta ronda                  | Daniil Medvédev [5]                             | Grigor Dimitrov [10]                            | 5-3, ret.                                       |
| Dobles mixto - Primera ronda                         | Marcus Willis [WC] Alicia Barnett [WC]          | Ivan Dodig [8] Hao-ching Chan [8]               | 6-3, 3-6, [10-5]                                |
| Partidos en el Estadio 2                             |                                                 |                                                 |                                                 |
| Modalidad                                            | Ganadores                                       | Perdedores                                      | Resultado                                       |
| Individual femenino - Cuarta ronda                   | Donna Vekić                                     | Paula Badosa [PR]                               | 6-2, 1-6, 6-4                                   |
| Individual masculino - Cuarta ronda                  | Tommy Paul [12]                                 | Roberto Bautista                                | 6-2, 7-6(7-3), 6-2                              |
| Fondo de color indica un partido de la rama femenina |                                                 |                                                 |                                                 |

### Día 8 (8 de julio)
- Cabezas de serie eliminados:
  - Individual masculino:  Alexander Zverev [4],  Holger Rune [15]
  - Individual femenino:  Danielle Collins [11],  Anna Kalinskaya [17]
  - Dobles masculino:  Sadio Doumbia /  Fabien Reboul [16]
  - Dobles femenino:  Sara Errani /  Jasmine Paolini [5],  Sofia Kenin /  Bethanie Mattek-Sands [14],  Asia Muhammad /  Aldila Sutjiadi [15]
  - Dobles mixto:  Austin Krajicek /  Laura Siegemund [4]
- Orden del día

| Partidos en los estadios principales                 | Partidos en los estadios principales            | Partidos en los estadios principales            | Partidos en los estadios principales            |
| Partidos en el Estadio Central All England Club      | Partidos en el Estadio Central All England Club | Partidos en el Estadio Central All England Club | Partidos en el Estadio Central All England Club |
| Modalidad                                            | Ganadores                                       | Perdedores                                      | Resultado                                       |
| ---------------------------------------------------- | ----------------------------------------------- | ----------------------------------------------- | ----------------------------------------------- |
| Individual femenino - Cuarta ronda                   | Elena Rybakina [4]                              | Anna Kalinskaya [17]                            | 6-3, 3-0, ret.                                  |
| Individual masculino - Cuarta ronda                  | Taylor Fritz [13]                               | Alexander Zverev [4]                            | 4-6, 6-7(4-7), 6-4, 7-6(7-3), 6-3               |
| Individual masculino - Cuarta ronda                  | Novak Djokovic [2]                              | Holger Rune [15]                                | 6-3, 6-4, 6-2                                   |
| Partidos en el Estadio 1                             |                                                 |                                                 |                                                 |
| Modalidad                                            | Ganadores                                       | Perdedores                                      | Resultado                                       |
| Individual masculino - Cuarta ronda                  | Álex de Miñaur [9]                              | Arthur Fils                                     | 6-2, 6-4, 4-6, 6-3                              |
| Individual femenino - Cuarta ronda                   | Jeļena Ostapenko [13]                           | Yulia Putintseva                                | 6-2, 6-3                                        |
| Individual femenino - Cuarta ronda                   | Barbora Krejčíková [31]                         | Danielle Collins [11]                           | 7-5, 6-3                                        |
| Partidos en el Estadio 2                             |                                                 |                                                 |                                                 |
| Modalidad                                            | Ganadores                                       | Perdedores                                      | Resultado                                       |
| Individual masculino - Cuarta ronda                  | Lorenzo Musetti [25]                            | Giovanni Mpetshi Perricard [LL]                 | 4-6, 6-3, 6-3, 6-2                              |
| Individual femenino - Cuarta ronda                   | Elina Svitolina [21]                            | Xinyu Wang                                      | 6-2, 6-1                                        |
| Dobles mixto - Primera ronda                         | Jamie Murray Taylor Townsend                    | Nicolas Barrientos [Alt] Miyu Kato [Alt]        | 6-3, 7-6(7-5)                                   |
| Fondo de color indica un partido de la rama femenina |                                                 |                                                 |                                                 |

### Día 9 (9 de julio)
- Cabezas de serie eliminados:
  - Individual masculino:  Jannik Sinner [1],  Tommy Paul [12]
  - Individual femenino:  Emma Navarro [19]
  - Dobles masculino:  Nathaniel Lammons /  Jackson Withrow [12]
  - Dobles femenino:  Hao-ching Chan /  Veronika Kudermetova [12]
- Orden del día

| Partidos en los estadios principales                 | Partidos en los estadios principales            | Partidos en los estadios principales            | Partidos en los estadios principales            |
| Partidos en el Estadio Central All England Club      | Partidos en el Estadio Central All England Club | Partidos en el Estadio Central All England Club | Partidos en el Estadio Central All England Club |
| Modalidad                                            | Ganadores                                       | Perdedores                                      | Resultado                                       |
| ---------------------------------------------------- | ----------------------------------------------- | ----------------------------------------------- | ----------------------------------------------- |
| Individual masculino - Cuartos de final              | Daniil Medvédev [5]                             | Jannik Sinner [1]                               | 6-7(7-9), 6-4, 7-6(7-4), 2-6, 6-3               |
| Individual femenino - Cuartos de final               | Jasmine Paolini [7]                             | Emma Navarro [19]                               | 6-2, 6-1                                        |
| Dobles femenino - Tercera ronda                      | Barbora Krejčíková [8] Laura Siegemund [8]      | Hao-ching Chan [12] Veronika Kudermetova [12]   | 6-1, 6-2                                        |
| Partidos en el Estadio 1                             |                                                 |                                                 |                                                 |
| Modalidad                                            | Ganadores                                       | Perdedores                                      | Resultado                                       |
| Individual femenino - Cuartos de final               | Donna Vekić                                     | Lulu Sun [Q]                                    | 5-7, 6-4, 6-1                                   |
| Individual masculino - Cuartos de final              | Carlos Alcaraz [3]                              | Tommy Paul [12]                                 | 5-7, 6-4, 6-2, 6-2                              |
| Dobles masculino - Tercera ronda                     | Kevin Krawietz [8] Tim Puetz [8]                | Nathaniel Lammons [12] Jackson Withrow [12]     | 6-3, 6-4                                        |
| Dobles femenino - Tercera ronda                      | Gabriela Dabrowski [2] Erin Routliffe [2]       | Marta Kostyuk Elena-Gabriela Ruse               | 6-3, 6-1                                        |
| Fondo de color indica un partido de la rama femenina |                                                 |                                                 |                                                 |

### Día 10 (10 de julio)
- Cabezas de serie eliminados:
  - Individual masculino:  Álex de Miñaur [9],  Taylor Fritz [13]
  - Individual femenino:  Jeļena Ostapenko [13],  Elina Svitolina [21]
  - Dobles masculino:  Marcelo Arévalo /  Mate Pavić [4],  Kevin Krawietz /  Tim Puetz [8],  Máximo González /  Andrés Molteni [11]
  - Dobles femenino:  Barbora Krejčíková /  Laura Siegemund [8],  Lyudmyla Kichenok /  Jeļena Ostapenko [9],  Cori Gauff /  Jessica Pegula [11]
  - Dobles mixto:  Matthew Ebden /  Ellen Perez [1],  Mate Pavić /  Lyudmyla Kichenok [3],  Andrea Vavassori /  Sara Errani [5]
- Orden del día

| Partidos en los estadios principales                 | Partidos en los estadios principales            | Partidos en los estadios principales            | Partidos en los estadios principales            |
| Partidos en el Estadio Central All England Club      | Partidos en el Estadio Central All England Club | Partidos en el Estadio Central All England Club | Partidos en el Estadio Central All England Club |
| Modalidad                                            | Ganadores                                       | Perdedores                                      | Resultado                                       |
| ---------------------------------------------------- | ----------------------------------------------- | ----------------------------------------------- | ----------------------------------------------- |
| Individual femenino - Cuartos de final               | Elena Rybakina [4]                              | Elina Svitolina [21]                            | 6-3, 6-2                                        |
| Individual masculino - Cuartos de final              | Novak Djokovic [2]                              | Álex de Miñaur [9]                              | w/o                                             |
| Dobles mixto - Segunda ronda                         | Jan Zieliński [7] Su-Wei Hsieh [7]              | Joe Salisbury Heather Watson                    | 7-6(7-5), 6-4                                   |
| Partidos en el Estadio 1                             |                                                 |                                                 |                                                 |
| Modalidad                                            | Ganadores                                       | Perdedores                                      | Resultado                                       |
| Individual femenino - Cuartos de final               | Barbora Krejčíková [31]                         | Jeļena Ostapenko [13]                           | 6-4, 7-6(7-4)                                   |
| Individual masculino - Cuartos de final              | Lorenzo Musetti [25]                            | Taylor Fritz [13]                               | 3-6, 7-6(7-5), 6-2, 3-6, 6-1                    |
| Dobles mixto - Segunda ronda                         | Neal Skupski [6] Desirae Krawczyk [6]           | Fabrice Martin [PR] Cristina Bucșa [PR]         | 6-3, 6-3                                        |
| Dobles mixto - Segunda ronda                         | Michael Venus [2] Erin Routliffe [2]            | Henry Patten [WC] Olivia Nicholls [WC]          | 5-7, 7-5, [11-9]                                |
| Partidos en el Estadio 2                             |                                                 |                                                 |                                                 |
| Modalidad                                            | Ganadores                                       | Perdedores                                      | Resultado                                       |
| Dobles femenino - Cuartos de final                   | Su-Wei Hsieh [1] Elise Mertens [1]              | Cori Gauff [11] Jessica Pegula [11]             | 6-2, 6-1                                        |
| Dobles mixto - Segunda ronda                         | Marcus Willis [WC] Alicia Barnett [WC]          | Rajeev Ram [Alt] Katie Volynets [Alt]           | 2-6, 6-3, [11-9]                                |
| Dobles femenino - Cuartos de final                   | Kateřina Siniaková [4] Taylor Townsend [4]      | Lyudmyla Kichenok [9] Jeļena Ostapenko [9]      | 6-1, 6-3                                        |
| Dobles mixto - Segunda ronda                         | Jamie Murray Taylor Townsend                    | Kevin Krawietz Aleksandra Panova                | 6-7(3-7), 6-1, [10-5]                           |
| Fondo de color indica un partido de la rama femenina |                                                 |                                                 |                                                 |

### Día 11 (11 de julio)
- Cabezas de serie eliminados:
  - Individual femenino:  Elena Rybakina [4]
  - Dobles masculino:  Marcel Granollers /  Horacio Zeballos [1],  Neal Skupski /  Michael Venus [9]
  - Dobles mixto:  Neal Skupski /  Desirae Krawczyk [6]
- Orden del día

| Partidos en los estadios principales                 | Partidos en los estadios principales            | Partidos en los estadios principales            | Partidos en los estadios principales            |
| Partidos en el Estadio Central All England Club      | Partidos en el Estadio Central All England Club | Partidos en el Estadio Central All England Club | Partidos en el Estadio Central All England Club |
| Modalidad                                            | Ganadores                                       | Perdedores                                      | Resultado                                       |
| ---------------------------------------------------- | ----------------------------------------------- | ----------------------------------------------- | ----------------------------------------------- |
| Individual femenino - Semifinales                    | Jasmine Paolini [7]                             | Donna Vekić                                     | 2-6, 6-4, 7-6(10-8)                             |
| Individual femenino - Semifinales                    | Barbora Krejčíková [31]                         | Elena Rybakina [4]                              | 3-6, 6-3, 6-4                                   |
| Partidos en el Estadio 1                             |                                                 |                                                 |                                                 |
| Modalidad                                            | Ganadores                                       | Perdedores                                      | Resultado                                       |
| Dobles masculino - Semifinales                       | Max Purcell [15] Jordan Thompson [15]           | Marcel Granollers [1] Horacio Zeballos [1]      | 6-4, 6-4                                        |
| Dobles masculino - Semifinales                       | Harri Heliövaara Henry Patten                   | Neal Skupski [9] Michael Venus [9]              | 6-4, 7-6(7-1)                                   |
| Dobles mixto - Cuartos de final                      | Santiago González Giuliana Olmos                | Marcus Willis [WC] Alicia Barnett [WC]          | 6-3, 7-5                                        |
| Partidos en el Estadio 2                             |                                                 |                                                 |                                                 |
| Modalidad                                            | Ganadores                                       | Perdedores                                      | Resultado                                       |
| Dobles mixto - Cuartos de final                      | Máximo González Ulrike Eikkeri                  | Nathaniel Lammons Ena Shibahara                 | 6-4, 3-6, [11-9]                                |
| Dobles mixto - Cuartos de final                      | Jan Zieliński [7] Su-Wei Hsieh [7]              | Jamie Murray Taylor Townsend                    | 7-6(7-2), 6-7(7-9), [10-5]                      |
| Dobles mixto - Cuartos de final                      | Michael Venus [2] Erin Routliffe [2]            | Neal Skupski [6] Desirae Krawczyk [6]           | 7-5, 6-4                                        |
| Fondo de color indica un partido de la rama femenina |                                                 |                                                 |                                                 |

### Día 12 (12 de julio)
- Cabezas de serie eliminados:
  - Individual masculino:  Daniil Medvédev [5],  Lorenzo Musetti [25]
  - Dobles femenino:  Su-Wei Hsieh /  Elise Mertens [1],  Caroline Dolehide /  Desirae Krawczyk [7]
  - Dobles mixto:  Michael Venus /  Erin Routliffe [2]
- Orden del día

| Partidos en los estadios principales                 | Partidos en los estadios principales            | Partidos en los estadios principales            | Partidos en los estadios principales            |
| Partidos en el Estadio Central All England Club      | Partidos en el Estadio Central All England Club | Partidos en el Estadio Central All England Club | Partidos en el Estadio Central All England Club |
| Modalidad                                            | Ganadores                                       | Perdedores                                      | Resultado                                       |
| ---------------------------------------------------- | ----------------------------------------------- | ----------------------------------------------- | ----------------------------------------------- |
| Individual masculino - Semifinales                   | Carlos Alcaraz [3]                              | Daniil Medvédev [5]                             | 6-7(1-7), 6-3, 6-4, 6-4                         |
| Individual masculino - Semifinales                   | Novak Djokovic [2]                              | Lorenzo Musetti [25]                            | 6-4, 7-6(7-2), 6-4                              |
| Partidos en el Estadio 1                             |                                                 |                                                 |                                                 |
| Modalidad                                            | Ganadores                                       | Perdedores                                      | Resultado                                       |
| Dobles femenino - Semifinales                        | Kateřina Siniaková [4] Taylor Townsend [4]      | Su-Wei Hsieh [1] Elise Mertens [1]              | 3-6, 6-4, 6-4                                   |
| Dobles femenino - Semifinales                        | Gabriela Dabrowski [2] Erin Routliffe [2]       | Caroline Dolehide [7] Desirae Krawczyk [7]      | 6-4, 6-3                                        |
| Dobles mixto - Semifinales                           | Santiago González Giuliana Olmos                | Máximo González Ulrike Eikkeri                  | 6-3, 7-6(7-5)                                   |
| Dobles mixto - Semifinales                           | Jan Zieliński [7] Su-Wei Hsieh [7]              | Michael Venus [2] Erin Routliffe [2]            | 7-6(7-0), 6-3                                   |
| Fondo de color indica un partido de la rama femenina |                                                 |                                                 |                                                 |

### Día 13 (13 de julio)
- Cabezas de serie eliminados:
  - Individual femenino:  Jasmine Paolini [7]
  - Dobles masculino:  Max Purcell /  Jordan Thompson [15]
  - Dobles femenino:  Gabriela Dabrowski /  Erin Routliffe [2]
- Orden del día

| Partidos en los estadios principales                 | Partidos en los estadios principales            | Partidos en los estadios principales            | Partidos en los estadios principales            |
| Partidos en el Estadio Central All England Club      | Partidos en el Estadio Central All England Club | Partidos en el Estadio Central All England Club | Partidos en el Estadio Central All England Club |
| Modalidad                                            | Ganadores                                       | Perdedores                                      | Resultado                                       |
| ---------------------------------------------------- | ----------------------------------------------- | ----------------------------------------------- | ----------------------------------------------- |
| Individual femenino - Final                          | Barbora Krejčíková [31]                         | Jasmine Paolini [7]                             | 6-2, 2-6, 6-4                                   |
| Dobles masculino - Final                             | Harri Heliövaara Henry Patten                   | Max Purcell [15] Jordan Thompson [15]           | 6-7(7-9), 7-6(10-8), 7-6(11-9)                  |
| Dobles femenino - Final                              | Kateřina Siniaková [4] Taylor Townsend [4]      | Gabriela Dabrowski [2] Erin Routliffe [2]       | 7-6(7-5), 7-6(7-1)                              |
| Fondo de color indica un partido de la rama femenina |                                                 |                                                 |                                                 |

### Día 14 (14 de julio)
- Cabezas de serie eliminados:
  - Individual masculino:  Novak Djokovic [2]
- Orden del día

| Partidos en los estadios principales                 | Partidos en los estadios principales            | Partidos en los estadios principales            | Partidos en los estadios principales            |
| Partidos en el Estadio Central All England Club      | Partidos en el Estadio Central All England Club | Partidos en el Estadio Central All England Club | Partidos en el Estadio Central All England Club |
| Modalidad                                            | Ganadores                                       | Perdedores                                      | Resultado                                       |
| ---------------------------------------------------- | ----------------------------------------------- | ----------------------------------------------- | ----------------------------------------------- |
| Individual masculino - Final                         | Carlos Alcaraz [3]                              | Novak Djokovic [2]                              | 6-2, 6-2, 7-6(7-4)                              |
| Dobles mixto - Final                                 | Jan Zieliński [7] Su-Wei Hsieh [7]              | Santiago González Giuliana Olmos                | 6-4, 6-2                                        |
| Fondo de color indica un partido de la rama femenina |                                                 |                                                 |                                                 |

## Cabezas de serie

### Individual masculino
| N° | Clasif | Jugador                 | Puntos | Puntos por defender | Puntos ganados | Nuevos puntos | Ronda hasta la que avanzó en el torneo                     |
| -- | ------ | ----------------------- | ------ | ------------------- | -------------- | ------------- | ---------------------------------------------------------- |
| 1  | 1      | Jannik Sinner           | 9890   | 720                 | 400            | 9570          | Cuartos de final, perdió ante Daniil Medvédev [5]          |
| 2  | 2      | Novak Djokovic          | 8360   | 1200                | 1300           | 8460          | Final, perdió ante Carlos Alcaraz [3]                      |
| 3  | 3      | Carlos Alcaraz          | 8130   | 2000                | 2000           | 8130          | Campeón, venció a Novak Djokovic [2]                       |
| 4  | 4      | Alexander Zverev        | 6905   | 90                  | 200            | 7015          | Cuarta ronda, perdió ante Taylor Fritz [13]                |
| 5  | 5      | Daniil Medvédev         | 6445   | 720                 | 800            | 6525          | Semifinales, perdió ante Carlos Alcaraz [3]                |
| 6  | 6      | Andrey Rublev           | 4420   | 360                 | 10             | 4070          | Primera ronda, perdió ante Francisco Comesaña              |
| 7  | 7      | Hubert Hurkacz          | 4235   | 180                 | 50             | 4105          | Segunda ronda, se retiró ante Arthur Fils                  |
| 8  | 8      | Casper Ruud             | 4025   | 45                  | 50             | 4030          | Segunda ronda, perdió ante Fabio Fognini                   |
| 9  | 9      | Álex de Miñaur          | 3830   | 45                  | 400            | 4185          | Cuartos de final, se retiró ante Novak Djokovic [2]        |
| 10 | 10     | Grigor Dimitrov         | 3750   | 180                 | 200            | 3770          | Cuarta ronda, se retiró ante Daniil Medvédev [5]           |
| 11 | 11     | Stefanos Tsitsipas      | 3745   | 180                 | 50             | 3615          | Segunda ronda, perdió ante Emil Ruusuvuori                 |
| 12 | 13     | Tommy Paul              | 3100   | 90                  | 400            | 3410          | Cuartos de final, perdió ante Carlos Alcaraz [3]           |
| 13 | 12     | Taylor Fritz            | 3350   | 45                  | 400            | 3705          | Cuartos de final, perdió ante Lorenzo Musetti [25]         |
| 14 | 14     | Ben Shelton             | 2595   | 45                  | 200            | 2750          | Cuarta ronda, perdió ante Jannik Sinner [1]                |
| 15 | 15     | Holger Rune             | 2370   | 360                 | 200            | 2210          | Cuarta ronda, perdió ante Novak Djokovic [2]               |
| 16 | 16     | Ugo Humbert             | 2300   | 10                  | 200            | 2490          | Cuarta ronda, perdió ante Carlos Alcaraz [3]               |
| 17 | 17     | Félix Auger-Aliassime   | 2075   | 10                  | 10             | 2075          | Primera ronda, perdió ante Thanasi Kokkinakis              |
| 18 | 18     | Sebastián Báez          | 2020   | 10                  | 10             | 2020          | Primera ronda, perdió ante Brandon Nakashima               |
| 19 | 20     | Nicolás Jarry           | 1825   | 90                  | 10             | 1745          | Primera ronda, perdió ante Denis Shapovalov [PR]           |
| 20 | 21     | Sebastian Korda         | 1795   | 10                  | 10             | 1795          | Primera ronda, perdió ante Giovanni Mpetshi Perricard [LL] |
| 21 | 22     | Karen Khachanov         | 1780   | 0                   | 50             | 1830          | Segunda ronda, perdió ante Quentin Halys [Q]               |
| 22 | 24     | Adrian Mannarino        | 1625   | 45                  | 10             | 1590          | Primera ronda, perdió ante Gaël Monfils                    |
| 23 | 23     | Aleksandr Búblik        | 1730   | 180                 | 100            | 1650          | Tercera ronda, perdió ante Tommy Paul [12]                 |
| 24 | 19     | Alejandro Tabilo        | 1904   | (86)                | 100            | 1918          | Tercera ronda, perdió ante Taylor Fritz [13]               |
| 25 | 25     | Lorenzo Musetti         | 1620   | 90                  | 800            | 2330          | Semifinales, perdió ante Novak Djokovic [2]                |
| 26 | 30     | Francisco Cerúndolo     | 1315   | 45                  | 10             | 1280          | Primera ronda, perdió ante Román Safiulin                  |
| 27 | 27     | Tallon Griekspoor       | 1410   | 10                  | 50             | 1450          | Segunda ronda, perdió ante Miomir Kecmanović               |
| 28 | 28     | Jack Draper             | 1461   | 0                   | 50             | 1511          | Segunda ronda, perdió ante Cameron Norrie                  |
| 29 | 29     | Frances Tiafoe          | 1355   | 90                  | 100            | 1365          | Tercera ronda, perdió ante Carlos Alcaraz [3]              |
| 30 | 31     | Tomás Martín Etcheverry | 1290   | 45                  | 50             | 1295          | Segunda ronda, perdió ante Alexei Popyrin                  |
| 31 | 32     | Mariano Navone          | 1282   | (50)                | 10             | 1242          | Primera ronda, perdió ante Lorenzo Sonego                  |
| 32 | 38     | Zhizhen Zhang           | 1221   | 10                  | 50             | 1261          | Segunda ronda, perdió ante Jan-Lennard Struff              |

#### Bajas masculinas notables
| Clasif | Jugador      | Puntos | Puntos por defender | Puntos ganados | Nuevos puntos | Motivo                |
| ------ | ------------ | ------ | ------------------- | -------------- | ------------- | --------------------- |
| 26     | Jiří Lehečka | 1585   | 180                 | 0              | 1405          | Lesión en la espalda. |

### Individual femenino
| N° | Clasif | Jugador                  | Puntos | Puntos por defender | Puntos ganados | Nuevos puntos | Ronda hasta la que avanzó en el torneo                |
| -- | ------ | ------------------------ | ------ | ------------------- | -------------- | ------------- | ----------------------------------------------------- |
| 1  | 1      | Iga Świątek              | 11585  | 430                 | 130            | 11285         | Tercera ronda, perdió ante Yulia Putintseva           |
| 2  | 2      | Cori Gauff               | 7943   | 10                  | 240            | 8173          | Cuarta ronda, perdió ante Emma Navarro [19]           |
| 3  | 3      | Aryna Sabalenka          | 7841   | 780                 | 0              | 7061          | Baja antes de la primera ronda.                       |
| 4  | 4      | Elena Rybakina           | 6026   | 430                 | 780            | 6376          | Semifinales, perdió ante Barbora Krejčíková [31]      |
| 5  | 5      | Jessica Pegula           | 5025   | 430                 | 70             | 4665          | Segunda ronda, perdió ante Xinyu Wang                 |
| 6  | 6      | Markéta Vondroušová      | 4463   | 2000                | 10             | 2473          | Primera ronda, perdió ante Jéssica Bouzas             |
| 7  | 7      | Jasmine Paolini          | 4228   | 10                  | 1300           | 5518          | Final, perdió ante Barbora Krejčíková [31]            |
| 8  | 8      | Qinwen Zheng             | 4055   | 10                  | 10             | 4055          | Primera ronda, perdió ante Lulu Sun [Q]               |
| 9  | 9      | Maria Sakkari            | 3805   | 10                  | 130            | 3925          | Tercera ronda, perdió ante Emma Raducanu [WC]         |
| 10 | 10     | Ons Jabeur               | 3801   | 1300                | 130            | 2631          | Tercera rond, perdió ante Elina Svitolina [21]        |
| 11 | 11     | Danielle Collins         | 3532   | 70                  | 240            | 3702          | Cuarta ronda, perdió ante Barbora Krejčiková [31]     |
| 12 | 13     | Madison Keys             | 3532   | 430                 | 240            | 2878          | Cuarta ronda, se retiró ante Jasmine Paolini [7]      |
| 13 | 14     | Jeļena Ostapenko         | 3058   | 70                  | 430            | 3418          | Cuartos de final, perdió ante Barbora Krejčiková [31] |
| 14 | 12     | Daria Kasatkina          | 3283   | 130                 | 130            | 3283          | Tercera ronda, perdió ante Paula Badosa [PR]          |
| 15 | 15     | Liudmila Samsonova       | 2830   | 10                  | 130            | 2950          | Tercera ronda, perdió ante Anna Kalinskaya [17]       |
| 16 | 16     | Victoria Azarenka        | 2399   | 240                 | 0              | 1929          | Baja antes de la primera ronda.                       |
| 17 | 18     | Anna Kalinskaya          | 2310   | 0                   | 240            | 2550          | Cuarta ronda, retiro ante Elena Rybakina [4]          |
| 18 | 19     | Marta Kostyuk            | 2240   | 130                 | 130            | 2240          | Tercera ronda, perdió ante Madison Keys [12]          |
| 19 | 17     | Emma Navarro             | 2323   | 105                 | 430            | 2729          | Cuartos de final, perdió ante Jasmine Paolini [7]     |
| 20 | 20     | Beatriz Haddad Maia      | 2218   | 240                 | 130            | 2108          | Tercera ronda, perdió ante Danielle Collins [11]      |
| 21 | 21     | Elina Svitolina          | 2100   | 780                 | 430            | 1750          | Cuartos de final, perdió ante Elena Rybakina [4]      |
| 22 | 22     | Ekaterina Alexandrova    | 2053   | 240                 | 0              | 1813          | Baja antes de la primera ronda.                       |
| 23 | 24     | Caroline Garcia          | 1938   | 130                 | 70             | 1878          | Segunda ronda, perdió ante Bernarda Pera              |
| 24 | 23     | Mirra Andreeva           | 2018   | 280                 | 10             | 1748          | Primera ronda, perdió ante Brenda Fruhvirtová         |
| 25 | 28     | Anastasia Pavlyuchenkova | 1756   | 110                 | 70             | 1717          | Segunda ronda, perdió ante Lin Zhu                    |
| 26 | 26     | Linda Nosková            | 1775   | 10                  | 70             | 1835          | Segunda ronda, perdió ante Bianca Andreescu           |
| 27 | 36     | Kateřina Siniaková       | 1546   | 70                  | 70             | 1546          | Segunda ronda, perdió ante Yulia Putintseva           |
| 28 | 27     | Dayana Yastremska        | 1760   | 30                  | 130            | 1860          | Tercera ronda, perdió ante Donna Vekić                |
| 29 | 31     | Sorana Cîrstea           | 1675   | 130                 | 10             | 1555          | Primera ronda, perdió ante Sonay Kartal [Q]           |
| 30 | 25     | Leylah Fernandez         | 1920   | 70                  | 70             | 1920          | Segunda ronda, perdió ante Caroline Wozniacki [WC]    |
| 31 | 32     | Barbora Krejčiková       | 1643   | 70                  | 2000           | 3573          | Campeona, venció a Jasmine Paolini [7]                |
| 32 | 29     | Katie Boulter            | 1748   | 130                 | 70             | 1688          | Segunda ronda, perdió ante Harriet Dart               |

- Ranking del 24 de junio de 2024.[4]

#### Bajas femeninas notables
| Clasif | Jugador         | Puntos | Puntos por defender | Puntos ganados | Nuevos puntos | Motivo               |
| ------ | --------------- | ------ | ------------------- | -------------- | ------------- | -------------------- |
| 2      | Aryna Sabalenka | 7841   | 780                 | 0              | 7061          | Lesión en el hombro. |

## Cabezas de serie dobles
| Jugadores         | Jugadores              | Clasif | N.º |
| ----------------- | ---------------------- | ------ | --- |
| Marcel Granollers | Horacio Zeballos       | 4      | 1   |
| Rohan Bopanna     | Matthew Ebden          | 5      | 2   |
| Rajeev Ram        | Joe Salisbury          | 11     | 3   |
| Marcelo Arévalo   | Mate Pavić             | 16     | 4   |
| Simone Bolelli    | Andrea Vavassori       | 21     | 5   |
| Santiago González | Édouard Roger-Vasselin | 26     | 6   |
| Wesley Koolhof    | Nikola Mektić          | 29     | 7   |
| Kevin Krawietz    | Tim Puetz              | 30     | 8   |
| Neal Skupski      | Michael Venus          | 34     | 9   |
| Ivan Dodig        | Austin Krajicek        | 36     | 10  |
| Máximo González   | Andrés Molteni         | 38     | 11  |
| Nathaniel Lammons | Jackson Withrow        | 46     | 12  |
| Hugo Nys          | Jan Zieliński          | 55     | 13  |
| Sander Gillé      | Joran Vliegen          | 58     | 14  |
| Max Purcell       | Jordan Thompson        | 63     | 15  |
| Sadio Doumbia     | Fabien Reboul          | 67     | 16  |

| Jugadoras          | Jugadoras             | Clasif | N.º |
| ------------------ | --------------------- | ------ | --- |
| Su-Wei Hsieh       | Elise Mertens         | 3      | 1   |
| Gabriela Dabrowski | Erin Routliffe        | 7      | 2   |
| Nicole Melichar    | Ellen Perez           | 13     | 3   |
| Kateřina Siniaková | Taylor Townsend       | 28     | 4   |
| Sara Errani        | Jasmine Paolini       | 29     | 5   |
| Demi Schuurs       | Luisa Stefani         | 29     | 6   |
| Caroline Dolehide  | Desirae Krawczyk      | 30     | 7   |
| Barbora Krejčiková | Laura Siegemund       | 32     | 8   |
| Lyudmyla Kichenok  | Jeļena Ostapenko      | 37     | 9   |
| Marie Bouzková     | Sara Sorribes         | 43     | 10  |
| Cori Gauff         | Jessica Pegula        | 55     | 11  |
| Hao-ching Chan     | Veronika Kudermetova  | 62     | 12  |
| Giuliana Olmos     | Alexandra Panova      | 66     | 13  |
| Sofia Kenin        | Bethanie Mattek-Sands | 67     | 14  |
| Asia Muhammad      | Aldila Sutjiadi       | 67     | 15  |
| Ulrikke Eikeri     | Ingrid Neel           | 73     | 16  |

### Dobles mixto
| Jugadores        | Jugadores         | N.º |
| ---------------- | ----------------- | --- |
| Matthew Ebden    | Ellen Perez       | 1   |
| Michael Venus    | Erin Routliffe    | 2   |
| Mate Pavić       | Lyudmyla Kichenok | 3   |
| Austin Krajicek  | Laura Siegemund   | 4   |
| Andrea Vavassori | Sara Errani       | 5   |
| Neal Skupski     | Desirae Krawczyk  | 6   |
| Jan Zieliński    | Su-Wei Hsieh      | 7   |
| Ivan Dodig       | Hao-ching Chan    | 8   |

## Invitados
| - Liam Broady - Charles Broom - Jan Choinski - Jacob Fearnley - Arthur Fery - Billy Harris - Paul Jubb - Henry Searle | - Francesca Jones - Angelique Kerber - Lily Miyazaki - Naomi Osaka - Emma Raducanu - Ajla Tomljanović - Heather Watson - Caroline Wozniacki |

| - Liam Broady / Billy Harris - Charles Broom / Arthur Fery - Jay Clarke / Marcus Willis - Oliver Crawford / Kyle Edmund - Daniel Evans / Henry Searle - Jacob Fearnley / Jack Pinnington Jones - Andy Murray / Jamie Murray | - Emily Appleton / Lily Miyazaki - Naiktha Bains / Amelia Rajecki - Alicia Barnett / Freya Christie - Harriet Dart / Maia Lumsden - Sarah Beth Grey / Tara Moore - Samantha Murray / Eden Silva |

### Dobles mixto
- Julian Cash /  Maia Lumsden
- Lloyd Glasspool /  Harriet Dart
- Luke Johnson /  Freya Christie
- Henry Patten /  Olivia Nicholls
- Marcus Willis /  Alicia Barnett

## Clasificación
La competición clasificatoria se realizó en el All England del 24 al 27 de junio de 2024.
| 1. Maxime Janvier 2. Hugo Gaston 3. Zizou Bergs 4. Mark Lajal 5. Lloyd Harris 6. Lucas Pouille 7. Quentin Halys 8. Radu Albot 9. Mattia Bellucci 10. Alejandro Moro Cañas 11. Alex Bolt 12. Christian Garín 13. Felipe Meligeni Alves 14. Elias Ymer 15. Otto Virtanen 16. Vít Kopřiva | 1. Katie Volynets 2. Bai Zhuoxuan 3. McCartney Kessler 4. Eva Lys 5. Sonay Kartal 6. Olivia Gadecki 7. Anca Todoni 8. Dalma Gálfi 9. Yuliia Starodubtseva 10. Robin Montgomery 11. Panna Udvardy 12. Alycia Parks 13. Daria Snigur 14. Lulu Sun 15. Elena-Gabriela Ruse 16. Marina Stakusic |

## Campeones defensores
| Evento                      | Campeones de 2023               | Campeones de 2024                  |
| --------------------------- | ------------------------------- | ---------------------------------- |
| Individual masculino        | Carlos Alcaraz                  | Carlos Alcaraz                     |
| Individual femenino         | Markéta Vondroušová             | Barbora Krejčíková                 |
| Dobles masculino            | Wesley Koolhof Neal Skupski     | Harri Heliövaara Henry Patten      |
| Dobles femenino             | Su-Wei Hsieh Barbora Strýcová   | Kateřina Siniaková Taylor Townsend |
| Dobles mixto                | Mate Pavić Lyudmyla Kichenok    | Jan Zieliński Su-Wei Hsieh         |
| Individual júnior masculino | Henry Searle                    | Nicolai Budkov Kjær                |
| Individual júnior femenino  | Clervie Ngounoue                | Renáta Jamrichová                  |
| Dobles júnior masculino     | Jakub Filip Gabriele Vulpitta   | Alexander Razeghi Max Schönhaus    |
| Dobles júnior femenino      | Alena Kovačková Laura Samsonová | Tyra Caterina Grant Iva Jovic      |

## Campeones

### Sénior

#### Individual masculino
Carlos Alcaraz venció a  Novak Djokovic por 6-2, 6-2, 7-6(7-4)

#### Individual femenino
Barbora Krejčiková venció a  Jasmine Paolini por 6-2, 2-6, 6-4

#### Dobles masculino
Harri Heliövaara /  Henry Patten vencieron a  Max Purcell /  Jordan Thompson por 6-7(7-9), 7-6(10-8), 7-6(11-9)

#### Dobles femenino
Kateřina Siniaková /  Taylor Townsend vencieron a  Gabriela Dabrowski /  Erin Routliffe por 7-6(7-5), 7-6(7-1)

#### Dobles mixto
Jan Zieliński /  Su-Wei Hsieh vencieron a  Santiago González /  Giuliana Olmos por 6-4, 6-2

### Júnior

#### Individual masculino
Nicolai Budkov Kjær venció a  Mees Röttgering por 6-3, 6-3

#### Individual femenino
Renáta Jamrichová venció a  Emerson Jones por 6-3, 6-4

#### Dobles masculino
Alexander Razeghi /  Max Schönhaus vencieron a  Jan Klimas /  Jan Kumstát por 7-6(7-1), 6-4

#### Dobles femenino
Tyra Caterina Grant /  Iva Jovic vencieron a  Mika Stojsavljevic /  Mingge Xu por 7-5, 4-6, [10-8]

### Silla de ruedas

#### Individual masculino
Alfie Hewett venció a  Martín de la Puente por 6-2, 6-3

#### Individual femenino
Diede de Groot venció a  Aniek van Koot por 6-4, 6-4

#### Dobles masculino
Alfie Hewett /  Gordon Reid vencieron a  Takuya Miki /  Tokito Oda por 6-4, 7-6(7-2)

#### Dobles femenino
Yui Kamiji /  Kgothatso Montjane vencieron a  Diede de Groot /  Jiske Griffioen por 6-4, 6-4

#### Individual Quad
Niels Vink venció a  Sam Schröder por 7-6(7-4), 6-4

#### Dobles Quad
Sam Schröder /  Niels Vink vencieron a  Andy Lapthorne /  Guy Sasson por 3-6, 7-6(7-3), 6-3